# 石井信之
石井 信之（いしい のぶゆき）は、日本の脚本家。
1984年、国家公務員を辞し、倉本聰主宰の脚本家養成所・富良野塾に一期生として入塾。現在は演劇ユニットミノタケプランを主宰。

## 作品
- 恋する時間です （NTV、1986年・デビュー作）
- ゴリラ・警視庁捜査第8班（ANB、1990年）
- いつかサレジオ教会で （NTV、1991年1月23日）
- アイシテイルと描いてみた （NTV、1992年8月27日）
- 恋愛キャリア活用会社 (NHK、1997年7月21日）
- 遠山金志郎美容室 （NTV）